# Sæsoner af Bedrag
Sæsoner af Bedrag er en komplet liste over udsendelser i krimi- og dramaserien Bedrag, der første gang blev sendt 1. januar 2016 i Danmark.
Serien følger en gruppe forskellige personer, der på hver sin måde bliver involveret i de økonomiske forbryderes verden. Med den fiktive succesfulde energivirksomhed Energreen som omdrejningspunkt, følger man hvert afsnit livet for seriens vidt forskellige hovedpersoner, som inkluderer juristen Claudia (Natalie Madueño), direktøren Sander (Nikolaj Lie Kaas), politiefterforskeren Mads (Thomas Bo Larsen) samt den tidligere biltyv og nuværende mekaniker Nicky (Esben Smed). Serie #" refererer til episodens nummer i hele serien, mens sæson #" refererer til episodens nummer i den specifikke sæson.
Ultimo 2019 var der udsendt 20 afsnit af Bedrag. Begge sæsoner er tilgængelige på DVD og Blu-Ray i region 2 og 4. Efter afslutningen af den anden sæson, besvarede seriens forfatter, Jeppe Gjervig Gram, på spørgsmål fra dr.dk's brugere - her kom det frem, at der arbejdes på en fortsættelse til serien.
I januar 2019 havde tredje sæson premiere.

## Serieoverblik
| Sæson | Sæson | Afsnit | Oprindelig sendt   | Oprindelig sendt  | DVD og Blu-Ray-udgivelsesdato               | DVD og Blu-Ray-udgivelsesdato |
| Sæson | Sæson | Afsnit | Start              | Slut              | Region 2 og 4                               | Diske                         |
| ----- | ----- | ------ | ------------------ | ----------------- | ------------------------------------------- | ----------------------------- |
|       | 1     | 10     | 1. januar 2016     | 28. februar 2016  | Danmark: 28. april 2016 UK: 22. juni 2016   | 4                             |
|       | 2     | 10     | 25. september 2016 | 27. november 2016 | Danmark: 2. februar 2017 UK: 10. april 2017 | 4                             |
|       | 3     | 10     | 6. januar 2019     | 10. marts 2019    |                                             |                               |

### Sæson 1 (2016)
Sæson et blev udsendt fra 1. januar 2016 til 28. februar 2016. Efterforskeren Mads bliver kaldt ud til en strandvasker nær en vindmøllepark. Umiddelbart ligner sagen en banal arbejdsulykke, men sagen trækker tråde langt ind i Energreen - én af Danmarks største og mest succesfulde energivirksomheder. Energreens direktør er den karismatiske Sander, og i kulissen knokler den unge jurist Claudia for at avancere i firmaet. Den tidligere biltyv, mekanikeren Nicky, arbejder på sin svigerfars værksted. Han har lagt kriminaliteten bag sig for kærestens skyld- men hans nye kollega Bimse frister Nicky med udsigten til hurtige penge.
Den originale sendedato er den dag, afsnittet blev udsendt første gang i Danmark på DR1. 
| Nr. i serie | Nr. i sæson | Titel        | Instruktør           | Forfatter                                                                | Oprindelig sendedato |
| ----------- | ----------- | ------------ | -------------------- | ------------------------------------------------------------------------ | -------------------- |
| 1           | 1           | "Episode 1"  | Per Fly              | Jeppe Gjervig Gram, Anders August og Jannik Tai Mosholt                  | 1. januar 2016       |
| 2           | 2           | "Episode 2"  | Per Fly              | Jeppe Gjervig Gram, Anders August og Jannik Tai Mosholt                  | 3. januar 2016       |
| 3           | 3           | "Episode 3"  | Jannik Johansen      | Jeppe Gjervig Gram, Anders August og Jannik Tai Mosholt                  | 10. januar 2016      |
| 4           | 4           | "Episode 4"  | Jannik Johansen      | Jeppe Gjervig Gram, Anders August og Jannik Tai Mosholt                  | 17. januar 2016      |
| 5           | 5           | "Episode 5"  | Jannik Johansen      | Jeppe Gjervig Gram, Anders August og Jannik Tai Mosholt                  | 24. januar 2016      |
| 6           | 6           | "Episode 6"  | Jannik Johansen      | Jeppe Gjervig Gram, Anders August og Jannik Tai Mosholt                  | 24. januar 2016      |
| 7           | 7           | "Episode 7"  | Søren Balle          | Jeppe Gjervig Gram, Anders August og Jannik Tai Mosholt                  | 7. februar 2016      |
| 8           | 8           | "Episode 8"  | Søren Balle          | Jeppe Gjervig Gram, Anders August, Jannik Tai Mosholt og Maja Jul Larsen | 21. februar 2016     |
| 9           | 9           | "Episode 9"  | Søren Kragh-Jacobsen | Jeppe Gjervig Gram, Anders August og Jannik Tai Mosholt                  | 28. februar 2016     |
| 10          | 10          | "Episode 10" | Søren Kragh-Jacobsen | Jeppe Gjervig Gram, Anders August og Jannik Tai Mosholt                  | 28. februar 2016     |

### Sæson 2  (2016)
Sæson to blev udsendt fra 25. september 2016 til 27. november 2016. Anden sæson af serien fortsætter 18 måneder efter vi forlod den ved afslutningen af første sæson. Claudia kommer ud efter halvandet år i fængsel til en noget anden tilværelse, end hvad hun har været vant til. Mads har svært ved at slippe Energreen og sidder fast i rutinesager hos Bagmandspolitiet, før en tilsyneladende banal sag om en lille virksomhed, der er gået konkurs, fanger hans opmærksomhed. Nicky har stadig sit autoværksted sammen med Bimse, men 9-til-16 jobbet keder ham - så ved siden af mekanikerarbejdet er han begyndt at gå til hånde for Svenskeren, for at blive lært op som 'fixer'.
I sæson to er blikket vendt mod bankverdenen, hvor storbanken Nova Bank forsøger at opkøbe den mere kontroversielle bank Absalon Bank. Anden sæson introducerer flere nye personer, deriblandt Absalon Banks to direktører, Simon og Amanda Absalonsen, ligesom sæsonen tager afsked med Energreens karismatiske direktør Sander.
Den originale sendedato er den dag, afsnittet blev udsendt første gang i Danmark på DR1.
| Nr. i serie | Nr. i sæson | Titel        | Instruktør          | Forfatter                                                                                               | Oprindelig sendedato |
| ----------- | ----------- | ------------ | ------------------- | --- | -------------------- |
| 11          | 1           | "Episode 1"  | Kaspar Munk         | Jeppe Gjervig Gram, Anders August og Maja Jul Larsen                                                    | 25. september 2016   |
| 12          | 12          | "Episode 2"  | Kaspar Munk         | Jeppe Gjervig Gram, Anders August og Jannik Tai Mosholt                                                 | 2. oktober 2016      |
| 13          | 3           | "Episode 13" | Jannik Johansen     | Jeppe Gjervig Gram, Jannik Tai Mosholt, Anders August og Christian Gamst Miller-Harris                  | 9. oktober 2016      |
| 14          | 14          | "Episode 4"  | Mads Kamp Thulstrup | Jeppe Gjervig Gram, Anders August, Jannik Tai Mosholt og Christian Gamst Miller-Harris                  | 16. oktober 2016     |
| 15          | 5           | "Episode 15" | Mads Kamp Thulstrup | Jeppe Gjervig Gram, Anders August og Jannik Tai Mosholt                                                 | 23. oktober 2016     |
| 16          | 6           | "Episode 6"  | Jannik Johansen     | Jeppe Gjervig Gram, Anders August og Jannik Tai Mosholt                                                 | 30. oktober 2016     |
| 17          | 7           | "Episode 17" | Mads Kamp Thulstrup | Jeppe Gjervig Gram, Jannik Tai Mosholt og Christian Gamst Miller-Harris                                 | 6. november 2016     |
| 18          | 8           | "Episode 18" | Mads Kamp Thulstrup | Jeppe Gjervig Gram, Jannik Tai Mosholt, Anders August, Tobias Lindholm og Christian Gamst Miller-Harris | 13. november 2016    |
| 19          | 9           | "Episode 19" | Søren Balle         | Jeppe Gjervig Gram, Jannik Tai Mosholt, Anders August, Tobias Lindholm og Christian Gamst Miller-Harris | 20. november 2016    |
| 20          | 10          | "Episode 20" | Søren Balle         | Jeppe Gjervig Gram, Jannik Tai Mosholt og Christian Gamst Miller-Harris                                 | 27. november 2016    |